# Alfred Müller-Armack
Alfred Müller-Armack (Essen, 28 de junio de 1901 - Colonia, 16 de marzo de 1978) fue un economista, sociólogo y político alemán. Inventó la idea de la economía social de mercado y fue una destacada figura del milagro económico alemán.

## Biografía
Nace en Essen el 28 de junio de 1901. Hasta 1923 estudió ciencias económicas y ciencias sociales, obteniendo posteriormente un doctorado en ciencias políticas (Dr. rer. pol.).
Fue profesor de economía en las universidades de Münster y Colonia. En 1947 publica el libro Economía dirigida y economía de mercado en donde acuña el término «Economía social de mercado», a la cual define como una tercera vía entre la economía dirigida, a la que considera ineficaz, y la economía de libre mercado, propia del siglo XIX y que considera ineficiente debido a que no bastaba para crear un orden ético que es la base de toda sociedad estable, por lo que consideraba que el Estado debía tener una política social permanente. Fue la figura central de la Escuela de Colonia. Siempre propuso que la economía debía estar al servicio de la humanidad. Un entorno regulatorio debería proveer la base para la competencia, lo cual debería beneficiar a todas las personas.
Como sociólogo, se basa en los trabajos de Max Weber para escribir sobre los orígenes espirituales de las teorías políticas contemporáneas, temas sobre los que escribe en sus obras El Siglo sin Dios y Genealogía de los estilos económicos. En 1952, trabajó en el Ministerio de Economía bajo las órdenes de Ludwig Erhard como jefe de sección de la recientemente creada oficina de planificación (Grundsatzabteilung).
Muere en Colonia el 16 de marzo de 1978 a la edad de 76 años.
En honor a Alfred Müller-Armack, desde el año 2002, la Universidad de Münster entrega los Premios Müller-Armack a los mejores graduados de Economía.

## Publicaciones
- 1926: Teoría económica de la política cultural (Ökonomische Theorie der Kulturpolitik)
- 1932: Desarrollo de las leyes del capitalismo (Entwicklungsgesetze des Kapitalismus)
- 1933: La idea del Estado y el orden económico del nuevo reich (Staatsidee und Wirtschaftsordnung im Neuen Reich)
- 1947: Economía dirigida y economía de mercado (Wirtschaftslenkung und Marktwirtschaft)
- 1948: El siglo sin Dios (Das Jahrhundert ohne Gott)
- 1953: Economía social de mercado (Soziale Marktwirtschaft)
- 1967: Política económica y fiscal en el carácter de la economía social de mercado (Wirtschafts- und Finanzpolitik im Zeichen der sozialen Marktwirtschaft)
- 1971: En el camino a Europa. Memorias y perspectivas (Auf dem Weg nach Europa. Erinnerungen und Ausblicke)
- 1974: Genealogía de los estilos económicos (Genealogie der Sozialen Marktwirtschaft)
- 1975: La cuestión central de la investigación: La unidad de humanidades y ciencias naturales (Die zentrale Frage der Forschung: Die Einheit von Geistes- und Naturwissenschaften), en ORDO - Jahrbuch für die Ordnung von Wirtschaft und Gesellschaft, vol. 28, p. 13-23.